# El Litri y su sombra
El Litri y su sombra es una película española de temática taurina estrenada en 1960, dirigida por Rafael Gil y protagonizada en los papeles principales por el torero Miguel Báez y Espuny «El Litri», Katia Loritz e Ismael Merlo.

## Sinopsis
Película biográfica del célebre torero Miguel Báez, 'Litri', que narra desde sus inicios como novillero en su Huelva natal hasta su consagración como matador de toros.

## Reparto
- Miguel Báez y Espuny «El Litri» como El Litri
- Katia Loritz como	Katia
- Ismael Merlo como	Pepe Aguayo
- Pilar Cansino como Carmela
- María de los Ángeles Hortelano como Ángeles
- Pepe Rubio como Manuel Báez
- Jorge Vico como Pelopunta
- Roberto Rey como	Viejo 'Litri'
- Rafael Bardem como Don Alberto
- Manuel Arbó como Sr. Pinzón
- Julio Goróstegui como	Director del colegio
- Erasmo Pascual como Don Durezas
- Manolo Morán como Naranjito
- Pepe Isbert como Hermano Alejandro
- Licia Calderón como Lucía
- Joaquín Bergía como Cabo de la Guardia Civil
- José Calvo como Aficionado
- Perico Chicote
- Rufino Inglés como Amigo del viejo Litri
- Antonio Giménez Escribano como Marqués